# Charles Bronson
Charles Bronson, vlastním jménem Charles Dennis Buchinsky, (litevsky Karolis Dionyzas Bučinskis; 3. listopadu 1921 Ehrenfeld, Pensylvánie – 30. srpna 2003 Los Angeles, Kalifornie) byl americký herec litevského původu. Hrál většinou role drsných mužů.

## Život

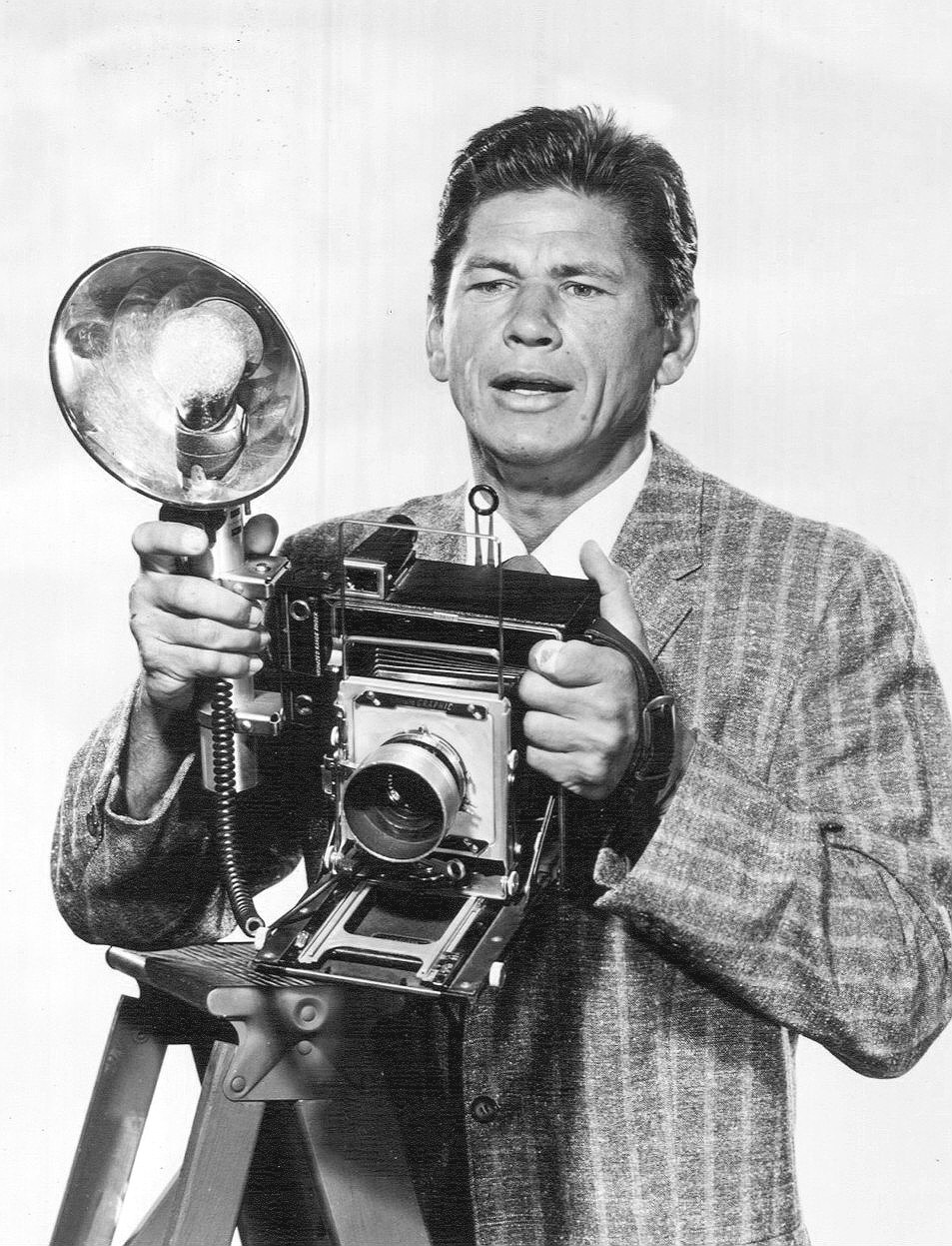
Charles Bronson ve filmu Man with a Camera (1958)

Narodil se v Ehrenfeldu v Pensylvánii jako jedenácté z patnácti dětí. Jeho otec, Valteris P. Bučinskis (anglicky Walter Buchinsky), byl litevský katolický emigrant tatarského původu (z etnika, jenž se nazývá Lipkové), který do Spojených států přicestoval z města Druskininkai. Jeho matka, Mary Valinsky (litevsky Marija Valinskis), byla původem Litevka katolického vyznání narozená v Pensylvánii.
Jeho rodina byla velmi chudá. V deseti letech mu zemřel otec, takže musel začít pracovat jako horník v uhelných dolech. Zůstal dvanáct let. Později jako první člen rodiny vystudoval střední školu.
Za druhé světové války bojoval v řadách Armádního letectva Spojených států. Jeho příslušníkem se stal roku 1943. Sloužil jako palubní střelec těžkého bombardéru Boeing B-29 Superfortress, patřícího k 61. bombardovací peruti (61st Bombardment Squadron) a 39. bombardovací skupině (39th Bombardment Group) se základnou na ostrově Guam. V roce 1945 absolvoval 25 bojových letů proti Japonsku. Při jedné akci byl zraněn na rukou, za což obdržel vyznamenání Purpurové srdce. Do civilu odešel roku 1946.
Po válce peníze získané vojenskou službou využil ke studiu herectví. Začal v divadle Pasadena Playhouse, kde se seznámil s režisérem Henrym Hathawayem, který mu nabídl první filmovou roli. Na začátku získával jen malé role. Určitou pozornost si získal až roli Igora ve filmu Dům voskových figurín. V roce 1954 si změnil jméno na Charles Bronson. Opravdu slavným se stal Bronson až v roce 1960 ve filmu Sedm statečných (The Magnificient Seven). Známý je také jako "Muž s harmonikou" z legendárního westernu z roku 1968 Tenkrát na Západě (Once upon a time in the West). Hrál ve více než devadesáti filmech.
Zemřel v Los Angeles na zápal plic. Pochován byl na hřbitově Brownsville Cemetery ve West Windsoru ve Vermontu. Má hvězdu na Hollywoodském chodníku slávy.

## Filmografie
- 1951 The Mob – role: Jack

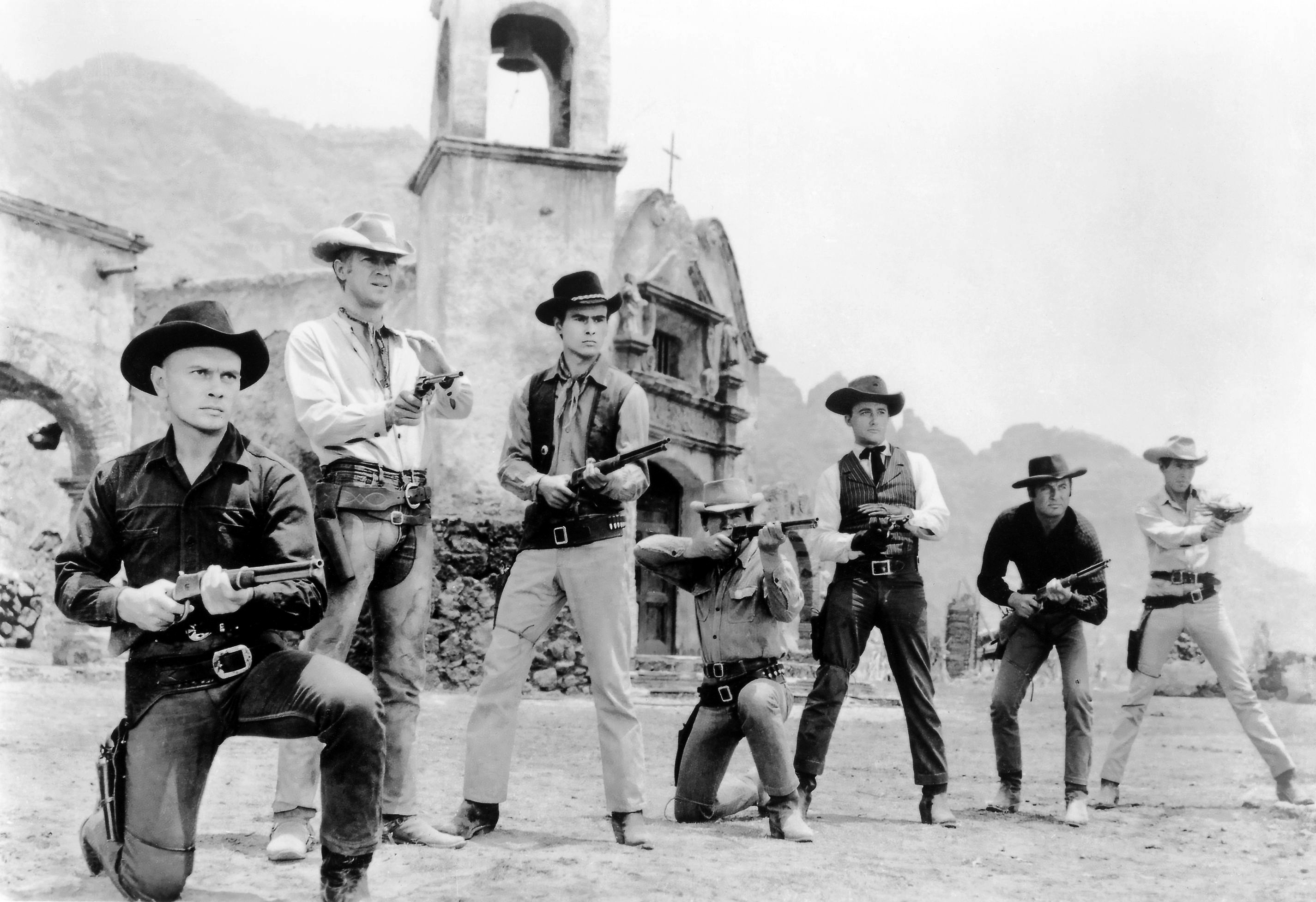
Charles Bronson ve filmu Sedm statečných (1960)

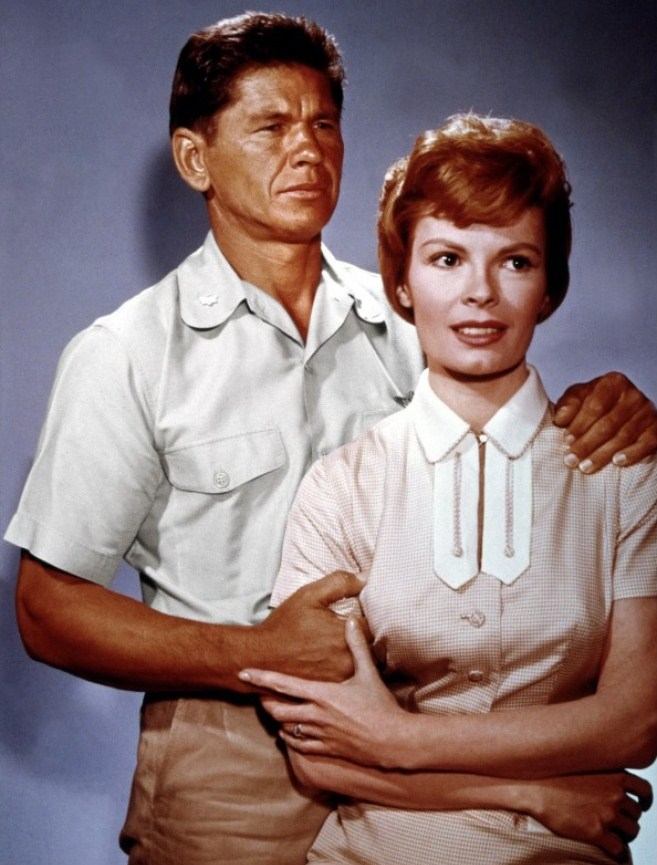
Charles Bronson a Patricia Owens ve filmu X-15 (1961)

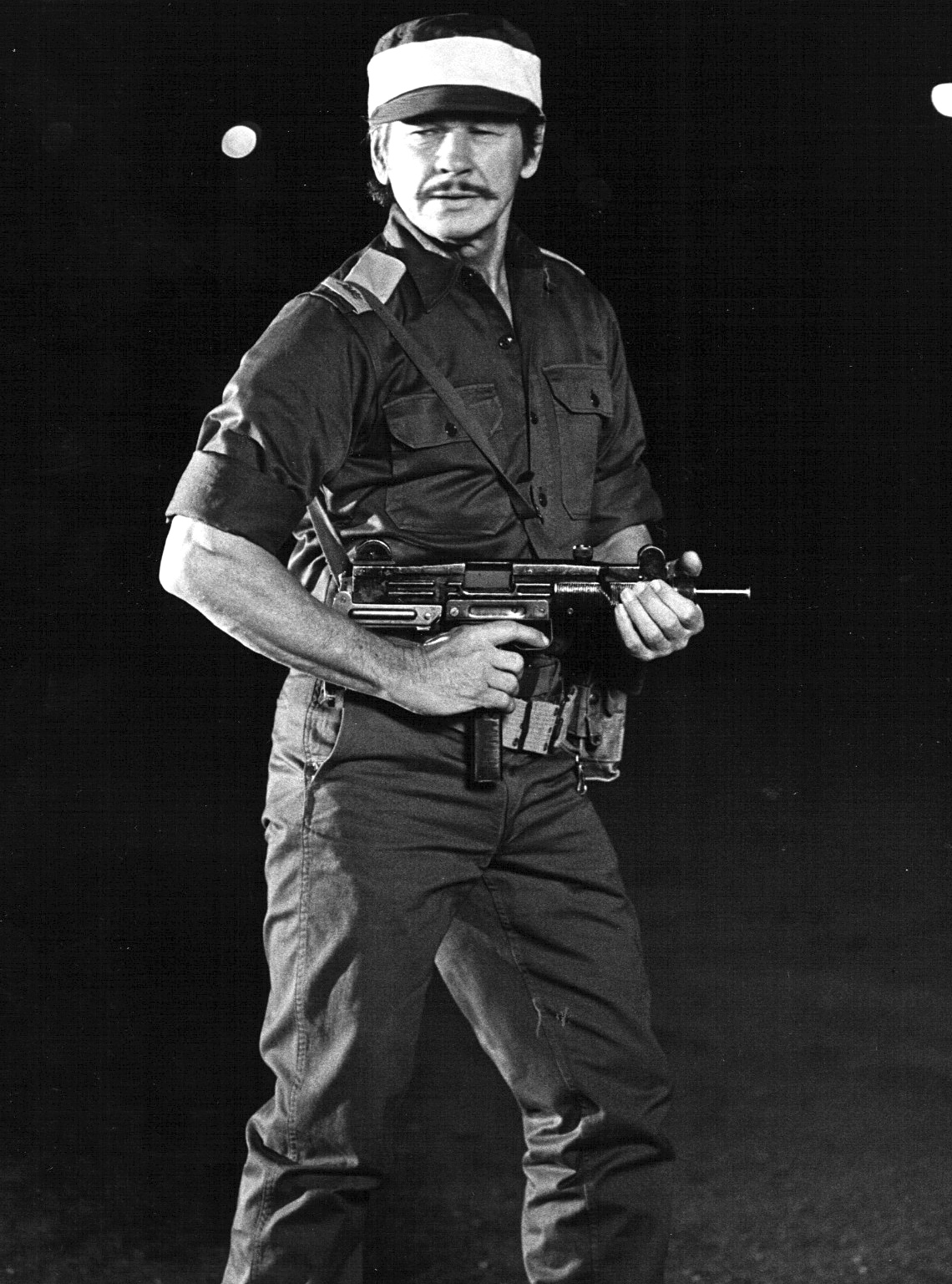
Charles Bronson ve filmu Operace Blesk (1977)

- 1951 The People Against O'Hara – role: Angelo Korvac
- 1951 You're in the Navy Now – role: Wascylewski
- 1952 Battle Zone – role: vojín
- 1952 Bloodhounds of Broadway – role: Phil Green
- 1952 Diplomatic Courier – role: ruský agent
- 1952 My Six Convicts – role: Jocko
- 1952 Pat a Mike (Pat and Mike) – role: Hank Tasling
- 1952 Red Skies of Montana – role: Neff
- 1952 Manželský život (The Marrying Kind) – role: Eddie
- 1953 Dům voskových figurín (House of Wax) – role: Igor
- 1953 Slečna Sadie Thompsonová (Miss Sadie Thompson) – role: Edwards
- 1953 The Clown – role: Eddie
- 1953 Torpedo Alley – role: námořník
- 1954 Apač (Apache) – role: Hondo
- 1954 Crime Wave – role: Ben Hastings
- 1954 Drum Beat – role: Kintpuash
- 1954 Riding Shotgun – role: Pinto
- 1954 Tennessee Champ – role: Sixty Jubel
- 1954 Vera Cruz – role: Pittsburgh
- 1955 Big House, U.S.A. – role: Benny Kelly
- 1955 Target Zero – role: seržant Vince Gaspari
- 1956 Jubal – role: Reb Haislipp
- 1957 Letící šíp (Run of the Arrow) – role: Blue Buffalo
- 1958 Man with a Camera – role: Mike Kovac
- 1958 Nebezpečné svědectví (Gang War) – role: Alan Avery
- 1958 Machine-Gun Kelly – role: George
- 1958 Showdown at Boot Hill – role: Luke Welch
- 1958 When Hell Broke Loose – role: Steve Boland
- 1959 Hrstka statečných (Never So Few) – role: seržant John Danforth
- 1960 Sedm statečných (The Magnificent Seven) – role: Bernardo O'Reilly
- 1961 A Thunder of Drums – role: Trooper Hanna
- 1961 Pán světa (Master of the World) – role: John Strock
- 1961 X-15 – role: podplukovník Lee Brandon
- 1962 Empire – role: Paul Moreno
- 1962 Kid Galahad – role: Lew Nyack
- 1962 This Rugged Land – role: Paul Moreno
- 1963 Čtyři z texasu (4 for Texas) – role: Matson
- 1963 Velký útěk (The Great Escape) – role: plukovník Danny
- 1963 The Travels of Jaimie McPheeters – role: Linc Murdock
- 1964 Guns of Diablo – role: Linc Murdock
- 1965 Bitva v Ardenách (Battle of the Bulge) – role: major Wolenski
- 1965 Písečný ptáček (The Sandpiper) – role: Cos Erickson
- 1966 Zakázaný majetek (This Property Is Condemned) – role: J. J. Nichols
- 1967 Tucet špinavců (The Dirty Dozen) – role: Joseph Wladislaw
- 1967 The Meanest Men in the West – role: Harge Talbot Jr.
- 1968 Sbohem, příteli (Adieu l'ami) – role: Franz Propp
- 1968 Tenkrát na Západě (Once upon a time in the West) – role: Harmonica
- 1968 Zbraně pro San Sebastian (La Batille de San Sebastina) – role: Teclo
- 1968 Villa jede! (Villa Rides) – role: generál Rodolfo Fierro
- 1969 Cestující v dešti (Le Passager de la pluie) – role: Harry Dobbs
- 1969 Twinky – role: Scott Wardman
- 1970 Brutální město (Cittá violenta) – role: Jeff Heston
- 1970 Studený pot (De la part des copains) – role: Joe Martin
- 1970 You Can't Win 'Em All – role: Josh Corey
- 1971 Chatova země (Chato's Land) – role: Pardon Chato
- 1971 Někdo je za dveřmi (Quelqu'un derriere la porte) – role: The Stranger
- 1971 Krvavé slunce (Soleil rouge) – role: Link Stuart
- 1971 The Bull of the West – role: Ben Justin
- 1972 Mechanik zabiják (The Mechanic) – role: Arthur Bishop
- 1972 Valachiho svědectví (The Valachi Papers) – role: Joseph Valachi
- 1973 Sicilské nešpory (The Stone Killer) – role: Lou Torrey
- 1973 Valdezovi koně (Valdez, il mezzo sangue) – role: Chino Valdez
- 1974 Přání smrti (Death Wish) – role: Paul Kersey
- 1974 Pan Majestik (Mr. Majestyk) – role: Vince Majestyk
- 1975 Breakheartský průsmyk (Breakheart Pass) - role: Deakin
- 1975 Útěk z vězení (Breakout) – role: Nick Colton
- 1975 Zlé časy (Hard Times) – role: Chaney
- 1976 Od dvanácti do tří (From Noon Till Three) – role: Graham
- 1976 Nedokončená novela (St. Ives) – role: Raymond St Ives
- 1977 Operace Blesk (Raid to Entebbe) – role: Dan Shomron
- 1977 Telefon – role: Grigori Borzov
- 1977 Bílý Bizon (The White Buffalo) – role: Wild Bill Hickock
- 1979 Výstřely pro lásku (Love and Bullets) – role: Charlie Congers
- 1980 Hraniční čára (Borderline) – role: Jeb Maynard
- 1981 Na život a na smrt (Death Hunt) – role: Trapper
- 1981 Pevnost Apačů v Bronxu (Fort Apache the Brons) – role:
- 1982 Přání smrti II. (Death Wish 2) – role: Paul Kersey
- 1983 Deset minut do půlnoci (10 to Midnight) – role: Leo Kessler
- 1984 Zločiny mužů (The Evil That Men Do) – role: Holland
- 1985 Přání smrti 3 (Death Wish 3) – role: Paul Kersey
- 1986 Msta (Act of Vengeance) – role: Joseph Jock
- 1986 Murphyho zákon (Murphy's Law) – role: Jack Murphy
- 1987 Úkladná vražda (Assassination) – role: Jay Killion
- 1987 Přání smrti 4: Tvrdý zákrok (Death Wish 4: The Crackdown) – role: Paul Kersey
- 1988 Posel smrti (Messenger of Death) – role: Garret Smith
- 1989 Věci, o kterých se nemluví (Kinjite: Forbidden Subjects) – role: plukovník Crowe
- 1990 Bílý mys (Caboblanco) – role: Gifford Hoyt
- 1991 Vyvrhel (The Indian Runner) – role: Roberts
- 1991 Ano, Virginie, Santa Klaus je (Yes Virginia, There Is a Santa Claus) – role: Francis Church
- 1993 Donato a dcera (Donato and Daughter) – role: seržant Mike Donato
- 1993 La Classe américaine – role: indiánský náčelník
- 1993 Mořský vlk (The Sea Wolf) – role: Wolf Larsen
- 1994 Přání smrti 5: Tvář smrti (Death Wish 5: The Face of Death) – role: Paul Kersey
- 1995 Rodina policajtů (Family of Cops) – role: Paul Fein
- 1997 Rodina policajtů 2: Zkouška víry (Breach of Faith: Family of Cops 2) – role: Paul Fein
- 1999 Rodina policajtů 3: V podezření (Family of Cops 3: Under suspicion) – role: Paul Fein
- 2014 America's Clown: An Intimate Biography of Red Skelton – role: